# Лі Кван Су (актор)
Лі Кван Су (кор. 이광수) — південнокорейський актор, модель та ведучий розважальних шоу.

## Біографія
Лі Кван Су народився 14 липня 1985. Свою кар'єру моделі він розпочав у 2007 році, у наступному році він зіграв свою першу роль в телесеріалі. Зростання популярності Кван Су пов'язане з участю в популярній розважальній програмі «Людина, що біжить», спів-ведучим якої він став у 2010 році. Популярність шоу по всій Азії зробила Кван Су впізнаваним далеко за межами батьківщини. У наступні декілька років актор зіграв численні другорядні ролі в фільмах та серіалах.
У 2014 році актор зіграв одну з головних ролей в нео-нуар фільмі «Зізнання», в якому зіграв одного з трьох чоловіків багаторічна дружба яких водночас була зруйнована через прикрий випадок. У наступному році Кван Су отримав головну роль в комедійному фільмі «Колективний винахід», в якому зіграв чоловіка що перетворився на мутанта через невдалий медичний експеримент. У 2016 році актор зіграв одну з головних ролей в серіалі «Антураж», який є корейською адаптацією однойменного американського серіалу. У тому ж році він зіграв головну роль в популярному в Кореї та Китаї ситкомі «Звук твого серця». У 2018 році актор зіграв головні ролі в кримінальній комедії «Випадковий детектив 2: У дії», та в драмі «Життя» що стала однією з найрейтинговіших драм в історії кабельного телебачення Кореї.

## Фільмографія

### Телевізійні серіали
| Рік       | Назва                         | Роль                                   | Мережа    |
| --------- | ----------------------------- | -------------------------------------- | --------- |
| 2008      | «Шкала провидіння»            | О Кван Чхуль                           | SBS       |
| 2008–2009 | «І тут приходить він»         | О Ман Су                               | MBC       |
| 2009–2010 | «Сильний удар 2: Через дах»   | Лі Кван Су                             | MBC       |
| 2010      | «Дон Ї»                       | Пак Йон Даль                           | MBC       |
| 2011      | «Міський мисливець»           | Ко Кі Джун                             | SBS       |
| 2011–2012 | «Овочева лавка холостяку»     | Нам Ю Бон                              | Channel A |
| 2012      | «Хороший хлопець»             | Пак Че Гіль                            | KBS2      |
| 2013      | «Агентство знайомств: Сірано» | Чхве Даль Ін (камео, серії 6-8)        | tvN       |
| 2013      | «Богиня вогню»                | принц Імхе                             | MBC       |
| 2013      | «Картопляна зірка 2013QR3»    | перше кохання Бо Йон (камео, 18 серія) | tvN       |
| 2014      | «Таємне кохання»              | Лі Те Ян (серії 7-8)                   | Dramacube |
| 2014      | «Це добре, це кохання»        | Пак Су Кван                            | SBS       |
| 2015      | «Дівчина, яка бачить запах»   | камео, 1 серія                         | SBS       |
| 2016      | «Шайбу!»                      | Чо Чун Ман                             | SBS       |
| 2016      | «Нащадки сонця»               | продавець (камео, 1 серія)             | KBS2      |
| 2016      | «Дорогі мої друзі»            | Юн Мін Хо (гість)                      | tvN       |
| 2016      | «Антураж»                     | Чха Джун                               | tvN       |
| 2016–2017 | «Звук твого серця»            | Чо Сук                                 | KBS2      |
| 2016–2017 | «Хваран: Молоді поети воїни»  | Мак Мун (гість, серії 1-2)             | KBS2      |
| 2017      | «Топ хіт»                     | Юн Кі (камео, 2 серія)                 | KBS2      |
| 2018      | «Життя»                       | Йом Сам Су                             | tvN       |
| 2022      | «Список покупок вбивці»       | Ан Де Сон                              | tvN       |

### Фільми

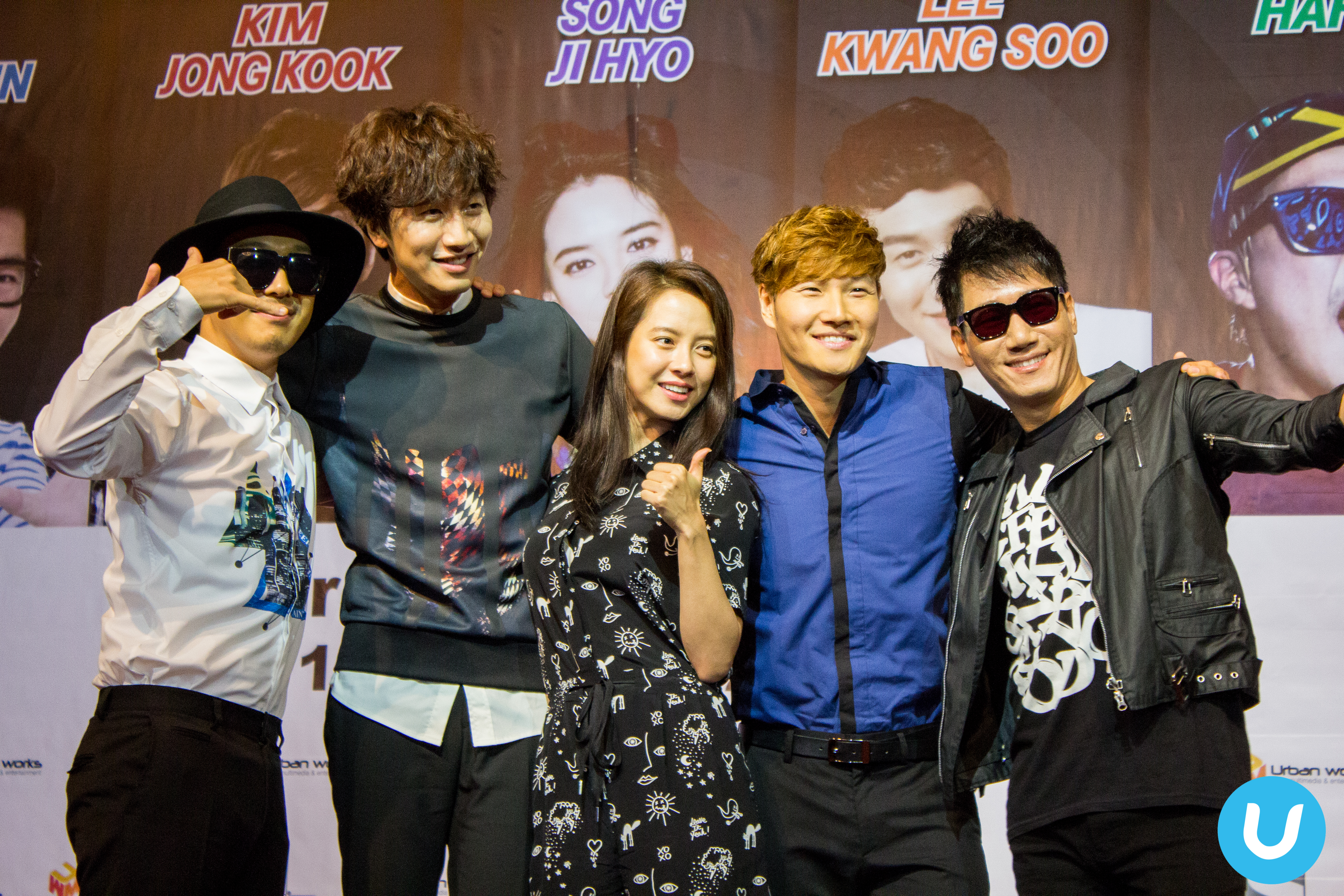
Лі Кван Су (другий зліва) з співведучими програми «Людина що біжить» на зустрічі з фанатами у 2014 році

| Рік  | Назва                                 | Роль              |
| ---- | ------------------------------------- | ----------------- |
| 2011 | «Герої битви»                         | Мун Ді            |
| 2012 | «Чудове радіо»                        | Чха Де Гин        |
| 2012 | «Запах»                               | Кі Пун            |
| 2012 | «Все про мою дружину»                 | радіоведучий Чхве |
| 2013 | «Чудовий момент»                      | Кім Чон Іль       |
| 2013 | «Морська поліція Марко»               | Марко             |
| 2014 | «Зізнання»                            | Мін Су            |
| 2014 | «Вибухова родина»                     | Пак               |
| 2015 | «Колективний винахід»                 | Пак Гу            |
| 2018 | «Випадковий детектив 2: У дії»        | Йо Чхі            |
| 2019 | «Нерозлучні брати»                    | Пак Дон Гу        |
| 2019 | «Тазза: Одноокий Джек»                | Чо Кка Чхі        |
| 2021 | «Воронка»                             | Кім Син Хьон      |
| 2021 | «Попурі на кінець року»               | Сан Хун           |
| 2022 | «Пірати: Останній королівський скарб» | Мак Ю             |

### Шоу
- «Людина, що біжить» (SBS) — один з ведучих з 2010 року.

## Нагороди
| Рік  | Нагорода                                               | Категорія                                                     | Робота                         | Результат | Примітки      |
| ---- | ------------------------------------------------------ | ------------------------------------------------------------- | ------------------------------ | --------- | ------------- |
| 2008 | 2-га Премія вибір Mnet 20's                            | Гаряча зірка CF                                               | Н/Д                            | Перемога  | [ 10 ]        |
| 2008 | 8-ма Премія розваг MBC                                 | Кращий новачок у комедії / ситкомі                            | «І тут приходить він»          | Номінація |               |
| 2009 | 4-й Азійський модельний фестиваль                      | Нагорода модель CF                                            | Н/Д                            | Перемога  | [ 11 ]        |
| 2010 | 4-та Премія розваг SBS                                 | Нова зірка вар'єте                                            | «Людина, що біжить»            | Номінація |               |
| 2011 | 5-та Премія розваг SBS                                 | Нагорода новачку (категорія вар'єте)                          | «Людина, що біжить»            | Перемога  |               |
| 2012 | 48-ма Премія мистецтв Пексан                           | Кращий новий актор                                            | «Чудове радіо»                 | Номінація |               |
| 2012 | 33-тя Кінопремія Блакитний дракон                      | Кращий новий актор                                            | «Все про мою дружину»          | Номінація |               |
| 2012 | 26-та Премія KBS драма                                 | Кращий актор другого плану                                    | «Хороший хлопець»              | Номінація |               |
| 2013 | 7-ма Премія розваг SBS                                 | Дружня нагорода                                               | «Людина, що біжить»            | Перемога  | [ 12 ]        |
| 2013 | 7-ма Премія розваг SBS                                 | Краща пара (разом з Чі Сок Джіном)                            | «Людина, що біжить»            | Номінація | [ 12 ]        |
| 2013 | 7-ма Премія розваг SBS                                 | Найпопулярніша серед глядачив програма (разом з співведучими) | «Людина, що біжить»            | Перемога  | [ 12 ]        |
| 2014 | 7-ма Премія корейської драми                           | Нагорода за майстерність (актор)                              | «Це добре, це кохання»         | Перемога  | [ 13 ]        |
| 2014 | 3-тя Премія «Зірок МААТР»                              | Популярна зірка (актор)                                       | «Це добре, це кохання»         | Перемога  | [ 14 ]        |
| 2014 | 8-ма Премія розваг SBS                                 | Видатний артист вар'єте                                       | «Людина, що біжить»            | Перемога  | [ 15 ]        |
| 2014 | Премія SBS драма                                       | Спеціальна нагорода (актор мінісеріалу)                       | «Це добре, це кохання»         | Перемога  | [ 16 ]        |
| 2015 | Hong Kong's YouTube Ads Leaderboard                    | Одна з найкращих реклам року                                  | реклама Nestle's Fruitips      | Перемога  | [ 17 ]        |
| 2015 | Премія Fashionista                                     | Кращий модник                                                 | Н/Д                            | Перемога  | [ 18 ]        |
| 2016 | Премія Sina Weibo Night                                | Азійська популярність                                         | Н/Д                            | Перемога  | [ 19 ]        |
| 2016 | Премія Jumei                                           | Вплив вар'єте                                                 | Н/Д                            | Перемога  | [ 20 ]        |
| 2016 | 4-та щорічна премія DramaFever                         | Кращий броменс (разом з Кім Чон Куком)                        | «Людина, що біжить»            | Перемога  | [ 21 ]        |
| 2016 | 7-ма Премія Корейської популярної культури та мистецтв | Подяка від прем'єр-міністру                                   | Н/Д                            | Перемога  | [ 22 ]        |
| 2016 | 15-та Премія розваг KBS                                | Гаряча нагорода у вар'єте                                     | «Звук твого серця»             | Перемога  | [ 23 ]        |
| 2016 | 15-та Премія розваг KBS                                | Краща пара (разом з Чон Со Мін)                               | «Звук твого серця»             | Перемога  | [ 23 ]        |
| 2016 | 10-та Премія розваг SBS                                | Нагорода за високу майстерність у вар'єте шоу                 | «Людина, що біжить»            | Перемога  | [ 24 ]        |
| 2016 | 10-та Премія розваг SBS                                | Нагорода Annoying Guy                                         | «Людина, що біжить»            | Перемога  | [ 24 ]        |
| 2017 | 6-та Премія Корейської асоціації кіноакторів           | Топ артист                                                    | Н/Д                            | Перемога  | [ 25 ] [ 26 ] |
| 2017 | 11-та Премія розваг SBS                                | Краща пара (разом з Чон Со Мін)                               | «Людина, що біжить»            | Перемога  | [ 27 ]        |
| 2017 | 11-та Премія розваг SBS                                | Глобальна зірка (разом з співведучими)                        | «Людина, що біжить»            | Перемога  |               |
| 2018 | Краща зірка Кореї                                      | Найпопулярніша зірка                                          | «Випадковий детектив 2: У дії» | Перемога  | [ 28 ]        |
| 2018 | 12-та Премія розваг SBS                                | Краща пара (разом з Чон Со Мін)                               | «Людина, що біжить»            | Номінація | [ 29 ] [ 30 ] |
| 2018 | 12-та Премія розваг SBS                                | Нагорода за популярність                                      | «Людина, що біжить»            | Перемога  | [ 29 ] [ 30 ] |
| 2019 | 40-ва Премія Блакитний дракон                          | Кращий актор другого плану                                    | «Нерозлучні брати»             | Номінація | [ 31 ]        |
| 2019 | 40-ва Премія Блакитний дракон                          | Популярна зірка                                               | «Нерозлучні брати»             | Перемога  | [ 31 ]        |
| 2019 | 4-та Премія азійський артист                           | Актори, які привернули увагу                                  | Н/Д                            | Перемога  | [ 32 ]        |
| 2019 | 4-та Премія азійський артист                           | Краща корейська культура (актор)                              | Н/Д                            | Перемога  | [ 33 ]        |
| 2019 | 13-та Премія розваг SBS                                | Премія зірці соцмереж                                         | «Людина, що біжить»            | Перемога  | [ 34 ]        |